# Lönngården
Lönngården är ett bostadsområde i stadsdelen Södra Innerstaden, Malmö. 
Lönngården ligger norr om Lönngatan mellan Lantmannagatan och Persborgs station.
Området består av ett 20-tal lamellhus, uppförda efter en stadsplan av Erik Bülow Hübe och de flesta efter ritningar av Carl-Axel Stoltz. De ligger på rad med södra gaveln snett mot Lönngatan. De byggdes på 1930- och 1950-talen. 
Percy Nilsson är uppvuxen på Lönngården.